# Europacupen i bandy 2001
Europacupen i bandy 2001 spelades i Krasnojarsk 23-25 november 2001 och vanns av HK Jenisej Krasnojarsk, som besegrade Västerås SK med 3-1 i finalmatchen inför 11 000 åskådare på Stadio Jenisej i Krasnojarsk. Jenisej Krasnojarsks finalseger innebar att det blev första gången sedan 1992 som ett svenskt lag inte vann tävlingen.

## Grundserien
| Nr | Lag                              | S | V | O | F | +/-    | P |
| -- | -------------------------------- | - | - | - | - | ------ | - |
| 1  | HK Jenisej Krasnojarsk, Ryssland | 3 | 3 | 0 | 0 | 14 - 3 | 6 |
| 2  | Västerås SK, Sverige             | 3 | 2 | 0 | 1 | 13 - 7 | 4 |
| 3  | OLS, Finland                     | 3 | 1 | 0 | 2 | 9 - 16 | 2 |
| 4  | Stabæk IF, Norge                 | 3 | 0 | 0 | 3 | 6 - 17 | 0 |

- 23 november 2001: Västerås SK-OLS 7-1
- 23 november 2001: HK Jenisej Krasnojarsk-Stabæk IF 5-1
- 24 november 2001: Västerås SK-HK Jenisej Krasnojarsk 0-4
- 24 november 2001: OLS-Stabæk IF 6-3
- 24 november 2001: Västerås SK-Stabæk IF 6-2
- 24 november 2001: HK Jenisej Krasnojarsk-OLS 5-2

## Slutspel

### Match om tredje pris
- 25 november 2001: OLS-Stabæk IF 11-4

### Final
- 25 november 2001: HK Jenisej Krasnojarsk-Västerås SK 3-2